# Oberkulm
Oberkulm (schweizerdeutsch: ˈɔbərˌχʊlm) ist eine Einwohnergemeinde im Schweizer Kanton Aargau. Sie gehört zum Bezirk Kulm und liegt im mittleren Wynental.

## Geographie
Das Dorf ist eine Streusiedlung, die sich über den ganzen, knapp einen Kilometer breiten Talboden erstreckt und locker mit der Bebauung von Unterkulm zusammengewachsen ist. Die Wyna schlängelt sich in zahlreichen Windungen dem westlichen Rand des Tales entlang. In Richtung Osten zweigt das fast zwei Kilometer lange Tüetental ab. Zwischen dem Haupt- und dem Seitental erhebt sich der 583 Meter hohe Ischlag. Dieser verengt sich zu einem schmalen Grat und geht dann in den Hohen Felsen (741 m ü. M.) über, der die Grenze zum Seetal bildet. Auf dem Grat befindet sich der Weiler Sod (630 m ü. M.). Die westliche Seite des Wynentals ist stark zergliedert und besteht aus mehreren kurzen Seitentälern und dazwischen vorspringenden, steil aufragenden Hügeln.
Die Fläche des Gemeindegebiets beträgt 941 Hektaren, davon sind 341 Hektaren bewaldet und 114 Hektaren überbaut. Der höchste Punkt befindet sich auf 735 Metern knapp unterhalb des Hohen Felsens, der tiefste auf 465 Metern an der Wyna. Nachbargemeinden sind Unterkulm im Nordwesten, Dürrenäsch im Nordosten, Zetzwil im Südosten, Gontenschwil und Schmiedrued im Süden sowie Schlossrued im Westen.

## Geschichte
Besiedelt war die Gegend bereits während der Jungsteinzeit vor 5000 bis 3800 Jahren. 1756 stiess ein Grundeigentümer auf Mauerreste eines ausgedehnten römischen Gutshofes, der vom 1. bis zum 4. Jahrhundert bewohnt war. Beim Gebäude handelte es sich um eine Portikusvilla mit angebautem Bad. Die damals gehobenen Funde sind heute zum grössten Teil verschwunden. An den Ausgrabungen beteiligte sich auch Albrecht von Haller.

Luftansicht (1965)

Der Ortsname entwickelte sich aus dem lateinischen villa columbaria («Hof mit Taubenschlag»). Die erste urkundliche Erwähnung von Chulenbare erfolgte im Jahr 1045 in einem Schutzbrief, den Kaiser Heinrich III. dem Stift Beromünster ausstellte. 1295 wurde Obern Chulnbe erstmals explizit unterschieden. Im Mittelalter lag das Dorf im Herrschaftsbereich der Grafen von Lenzburg, ab 1173 in jenem der Grafen von Kyburg. Nachdem diese ausgestorben waren, übernahmen die Habsburger 1273 die Landesherrschaft und die Blutgerichtsbarkeit. Inhaber der niederen Gerichtsbarkeit waren bis 1369 die Herren von Rued, bis 1428 die Herren von Büttikon, bis 1491 die Herren von Rüssegg, danach die Familie Herport aus Willisau.
1415 eroberten die Eidgenossen den Aargau. Oberkulm gehörte nun zum Untertanengebiet der Stadt Bern, dem so genannten Berner Aargau. Nachdem Bern 1517 auch die niedere Gerichtsbarkeit erworben hatte, bildete Oberkulm einen Teil des Gerichtsbezirks Kulm im Amt Lenzburg. 1528 führten die Berner die Reformation ein. Um die Mitte des 18. Jahrhunderts etablierte sich die Baumwollspinnerei und -weberei als Heimarbeit. Im März 1798 nahmen die Franzosen die Schweiz ein, entmachteten die «Gnädigen Herren» von Bern und riefen die Helvetische Republik aus. Oberkulm gehört seither zum Kanton Aargau.
Im Gegensatz zum oberen Wynental hielt die Industrie in Oberkulm relativ spät Einzug, um das Jahr 1870. Zwischen 1850 und 1920 sank die Bevölkerungszahl um über einen Drittel. Doch schon zu früheren Zeiten waren viele verarmte Familien zur Auswanderung gezwungen. 1665 war Johann Heinrich Huber in die Pfalz ausgewandert, seine Nachkommen dann 1738 weiter nach Nordamerika. Von diesen stammt Herbert Hoover ab, der von 1929 bis 1933 Präsident der USA war. Die Wynentalbahn nahm am 5. März 1904 den Betrieb auf. Oberkulm entwickelte sich zu einem industriellen Zentrum, während die Landwirtschaft immer weiter zurückgedrängt wurde. Seit Beginn der 1980er Jahre hat die Bevölkerungszahl aufgrund einer verstärkten Bautätigkeit um die Hälfte zugenommen.

## Sehenswürdigkeiten

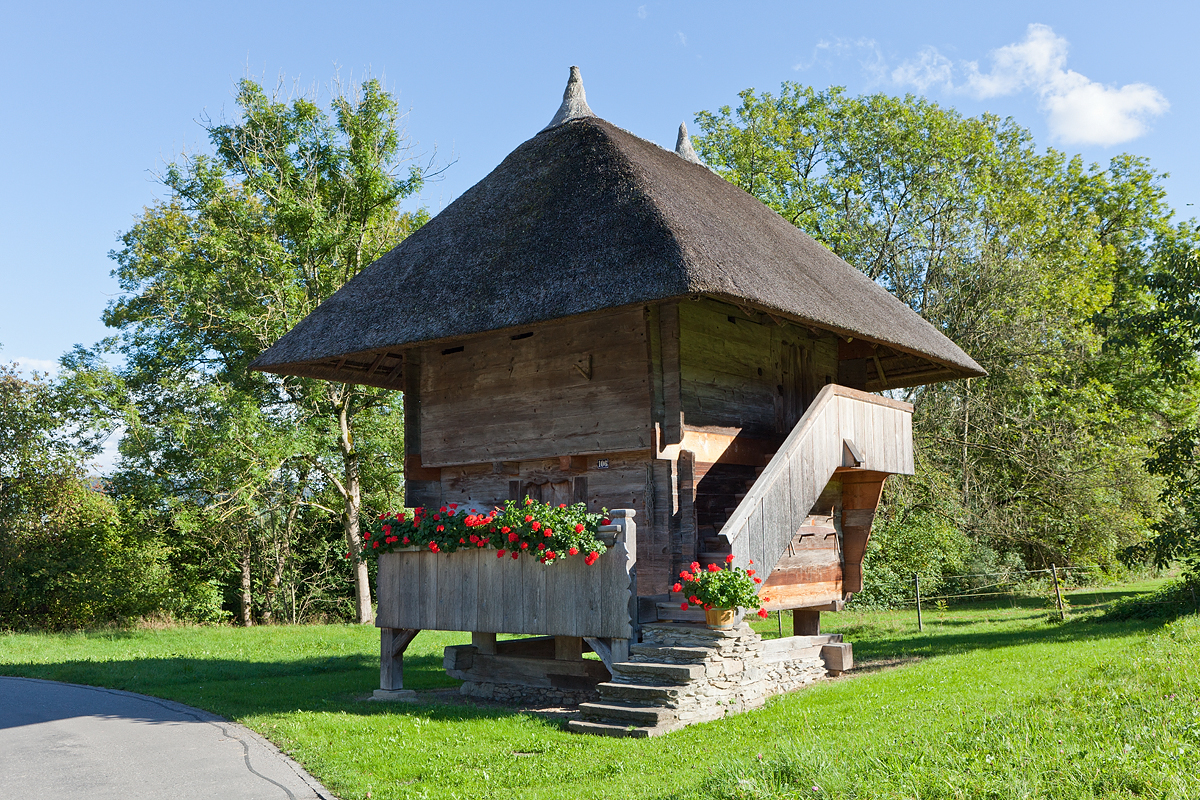
Kornspeicher in Oberkulm

Im Gebiet Obersteg steht ein mit Schilf gedeckter Kornspeicher. Er wurde 1540/50 erbaut, 1960 renoviert und 1988 neu gedeckt; heute steht er unter Denkmalschutz. Es handelt sich dabei um das älteste noch existierende Gebäude dieser Art in der Schweiz.

## Wappen
Die Blasonierung des Gemeindewappens lautet: «Zweimal gespalten von Schwarz, Weiss und Blau.» Ober- und Unterkulm führten bis 1953 dasselbe Wappen. Die kantonale Wappenkommission war der Ansicht, dass zwei Gemeinden nicht das gleiche Wappen führen dürfen. Aus diesem Grund wurde die Teilung senkrecht statt waagrecht angeordnet.

## Bevölkerung
Die Einwohnerzahlen entwickelten sich wie folgt:
| Jahr      | 1764 | 1803 | 1850 | 1900 | 1930 | 1950 | 1960 | 1970 | 1980 | 1990 | 2000 | 2010 | 2020 |
| Einwohner | 813  | 1200 | 1784 | 1331 | 1207 | 1522 | 1596 | 1774 | 1852 | 2188 | 2252 | 2441 | 2776 |

Am 31. Dezember 2023 lebten 2999 Menschen in Oberkulm, der Ausländeranteil betrug 27,5 %. Bei der Volkszählung 2015 bezeichneten sich 41,2 % als reformiert und 17,2 % als römisch-katholisch; 41,6 % waren konfessionslos oder gehörten anderen Glaubensrichtungen an. 89,4 % gaben bei der Volkszählung 2000 Deutsch als ihre Hauptsprache an, 3,6 % Türkisch, je 1,6 % Albanisch und Serbokroatisch sowie 1,4 % Italienisch.

## Politik und Recht
Die Versammlung der Stimmberechtigten, die Gemeindeversammlung, übt die Legislativgewalt aus. Ausführende Behörde ist der fünfköpfige Gemeinderat. Er wird im Majorzverfahren vom Volk gewählt, seine Amtsdauer beträgt vier Jahre. Der Gemeinderat führt und repräsentiert die Gemeinde. Dazu vollzieht er die Beschlüsse der Gemeindeversammlung und die Aufgaben, die ihm vom Kanton zugeteilt wurden. Für Rechtsstreitigkeiten ist in erster Instanz das Bezirksgericht Kulm zuständig. Oberkulm gehört zum Friedensrichterkreis IX (Unterkulm).

## Wirtschaft
In Oberkulm gibt es gemäss der im Jahr 2015 erhobenen Statistik der Unternehmensstruktur (STATENT) rund 940 Arbeitsplätze, davon 9 % in der Landwirtschaft, 60 % in der Industrie und 31 % im Dienstleistungsbereich. Die wichtigsten Industriezweige sind die Verarbeitung von Glasfasern, die Herstellung von Isolierglas und Kunststoffprodukten sowie die Bauindustrie. Zahlreiche Erwerbstätige sind Wegpendler und arbeiten in der Region Reinach oder in der Umgebung von Aarau.

## Verkehr
Durch das Dorf führt die Hauptstrasse 23 von Aarau über Beromünster nach Sursee.

### Regionalverkehr
Der Anschluss an das Netz des öffentlichen Verkehrs erfolgt durch die Wynentalbahn, die unmittelbar neben der Hauptstrasse verläuft, mit der Station Oberkulm.
- S 14 Menziken – Aarau – Schöftland (WSB)

An Wochenenden verkehrt ein Nachtbus vom Bahnhof Aarau durch das Wynental nach Menziken.
- N24 Aarau Bahnhof – Telli – Buchs AG – Suhr – Gränichen – Teufenthal – Unterkulm – Oberkulm – Zetzwil – Gontenschwil – Reinach – Menziken (– Leimbach)

## Bildung
Die Gemeinde verfügt über einen Kindergarten und drei Schulhäuser, in denen die Primarschule, die Realschule und die Sekundarschule unterrichtet werden. Die Bezirksschule kann im Nachbarsdorf Unterkulm besucht werden. Die nächstgelegenen Gymnasien sind die Alte Kantonsschule und die Neue Kantonsschule, beide in Aarau.

## Persönlichkeiten
- Othmar Huber (1892–1979), Ophthalmologe und Kunstsammler
- Christian Speck (1937–2005), Gemeindeammann und Nationalrat
- Karl Steiner (1897–1985), Politiker